# Вилхелм фон Цимерн
Вилхелм фон Цимерн (на немски: Wilhelm (V) von Zimmern; * 17 юни 1549 Мескирх; † декември 1594 в Падуа) е последният граф на Цимерн-Мескирх.
Той е единственият син на граф Фробен Кристоф фон Цимерн-Мескирх (1519 – 1566), авторът на „Хрониката на графовете фон Цимерн“, и съпругата му графиня Кунигунда фон Еберщайн (1528 – 1575), дъщеря на граф Вилхелм IV фон Еберщайн (1497 – 1562) и графиня Йохана фон Ханау-Лихтенберг (1507 – 1572).
Вилхелм фон Цимерн се жени за Сабина фон Турн-Фалзасина († 1588). Бракът е бездетен. Той получава високи служби в двора на ерцхерцог Фердинанд II от Тирол в дворец Амбрас при Инсбрук. На 18 май 1580 г. граф Вилхелм има титлата австрийски дворцов маршал.
Вилхелм фон Цимерн умира през декември 1594 г. в Падуа. Той е пренесен през Алпите и е погребан в дворцовата църква Св. Мартин в Мескирх. Неговият бронзов епитаф доказва, че той по нареждане на императора е бил при папа Сикст V в Рим.
- Надписът на епитафа на Вилхелм фон Цимерн
- Дворец Мескирх